# سابرينا هيرينغ
سابرينا هيرينغ (بالألمانية: Sabrina Hering)‏ هي راكبة الكنو ألمانية، ولدت في 16 فبراير 1992 في غيردن في ألمانيا.

## وصلات خارجية
- سابرينا هيرينغ على موقع أوليمبيديا (الإنجليزية)
- سابرينا هيرينغ على موقع اللجنة الأولمبية الألمانية (الألمانية)